# István Busa
István Busa, född den 31 maj 1961 i Kecskemét, Ungern, är en ungersk fäktare som tog OS-brons i herrarnas lagtävling i florett i samband med de olympiska fäktningstävlingarna 1988 i Seoul.